# Comuna Brădeni, Sibiu
Brădeni (în maghiară: Hégen, în germană: Henndorf, în dialectul săsesc: Händerf) este o comună în județul Sibiu, Transilvania, România, formată din satele Brădeni (reședința), Retiș și Țeline.

## Demografie
Componența etnică a comunei Brădeni
     Români (52,27%)
     Romi (34,14%)
     Alte etnii (13,6%)
Componența confesională a comunei Brădeni
     Ortodocși (84,94%)
     Penticostali (1,17%)
     Alte religii (0,73%)
     Necunoscută (13,16%)
Conform recensământului efectuat în 2021, populația comunei Brădeni se ridică la 1.368 de locuitori, în scădere față de recensământul anterior din 2011, când fuseseră înregistrați 1.441 de locuitori. Majoritatea locuitorilor sunt români (52,27%), cu o minoritate de romi (34,14%). Din punct de vedere confesional, majoritatea locuitorilor sunt ortodocși (84,94%), cu o minoritate de penticostali (1,17%), iar pentru 13,16% nu se cunoaște apartenența confesională.

## Politică și administrație
Comuna Brădeni este administrată de un primar și un consiliu local compus din 11 consilieri. Primarul, Liviu Modoi[*], de la Partidul Național Liberal, este în funcție din 2012. Începând cu alegerile locale din 2024, consiliul local are următoarea componență pe partide politice:
|  | Partid                       | Consilieri | Componența Consiliului | Componența Consiliului | Componența Consiliului | Componența Consiliului | Componența Consiliului |
|  | ---------------------------- | ---------- | ---------------------- | ---------------------- | ---------------------- | ---------------------- | ---------------------- |
|  | Partidul Național Liberal    | 5          |                        |                        |                        |                        |                        |
|  | Partidul Social Democrat     | 4          |                        |                        |                        |                        |                        |
|  | Partida Romilor „Pro Europa” | 1          |                        |                        |                        |                        |                        |
|  | Partidul PRO România         | 1          |                        |                        |                        |                        |                        |

## Atracții turistice
- Biserica fortificată din Brădeni
- Biserica Sfântul Nicolae din Retiș
- Biserica Schimbarea la Față din Țeline

## Primarii comunei
- 1996[9] - 2000 - Dragomir Emanoil, de la PDSR
- 2000[10] - 2004 - Dobre Aurel, de la PD
- 2004[11] - 2008 - Dobre Aurel, de la PSD
- 2008[12] - 2012 - Dobre Aurel, de la PSD
- 2012[13] - 2016 - Liviu Modoi, de la PPDD
- 2016[14] - 2020 - Liviu Modoi, de la PNL